# Pentakoolstofdioxide
Pentakoolstofdioxide, officieel penta-1,2,3,4-tetraeen-1,5-dion, is een oxide van koolstof (een koolstofoxide) met de formule {\displaystyle {\ce {C5O2}}}.
De verbinding is in 1988 voor het eerst beschreven door Günter Maier etal, die het verkregen via pyrolyse van cyclohexaan-1,3,5-trion (floroglucine, de tautomere vorm van floroglucinol. Een andere syntheseroute maakt gebruik van de flashpyrolyse van 2,4,6-tris(diazo)cyclohexaan-1,3,5-trion, {\displaystyle {\ce {C6N6O3}}}. In oplossing is de stof bij kamertemperatuur stabiel. De zuivere stof is stabiel tot −96 °C, boven die temperatuur treedt polymerisatie op.